# فرانسوی‌سازی بروکسل

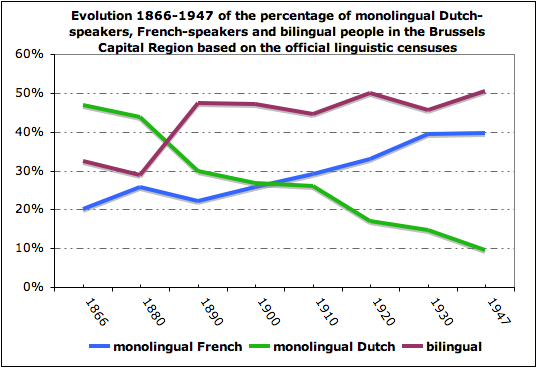
سرشماری‌های زبانی انتقال همزمان هلندی‌های یک‌زبانه به دوزبانه و دوزبانه‌ها را به یک‌زبانه فرانسوی نشان می‌دهند

فرانسوی‌سازی بروکسل (فرانسوی: Francisation de Bruxelles، هلندی: Verfransing van Brussel) به فرایندی گفته می‌شود که باعث شده در طی دو سده گذشته این شهر در اصل هلندی‌زبان به شهری با اکثریت فرانسوی‌زبان تبدیل شود. علت اصلی این انتقال، همگون‌سازی سریع و در عین حال اجباری جمعیت فلاندری بود که با مهاجرت از فرانسه و والونی تقویت شد.
ظهور فرانسوی در زندگی عمومی به تدریج از اواخر سده هجدهم آغاز شد و این فرایند با استقلال بلژیک و اعلام بروکسل به پایتختی و در پی آن افزایش جمعیت، شتاب گرفت. هلندی - که معیارسازی آن در بلژیک هنوز بسیار ضعیف بود - نمی‌توانست با فرانسوی، که زبان انحصاری دادگاه، دولت، ارتش، آموزش، فرهنگ عالی و رسانه‌ها بود، رقابت کند. ارزش و ارج زبان فرانسوی چنان در جهان بالا بود که پس از سال ۱۸۸۰، و به ویژه پس از پایان سده، میزان دانستن فرانسوی در میان هلندی‌زبانان به طرز چشمگیری افزایش یافت.
اگرچه بیشینه جمعیت تا نیمه دوم سده بیستم دوزبانه بودند، گویش بومی هلندی به نام برابانتی اغلب دیگر از نسلی به نسل دیگر منتقل نمی‌شد، که این رخداد منجر به افزایش فرانسوی‌زبانان یک‌زبانه از سال ۱۹۱۰ به بعد شد. این تغییر زبان پس از دهه ۱۹۶۰ ضعیف شد، زیرا مرز زبانی ثابت، هلندی به عنوان یک زبان رسمی تأیید و مرکز ثقل اقتصادی نیز به سمت شمال و فلاندر منتقل شده بود.
با این حال، با ادامه ورود مهاجران و ظهور بروکسل به عنوان مرکز سیاست بین‌الملل پس از جنگ، موقعیت نسبی هلندی‌ها همچنان رو به زوال است. همزمان با گسترش منطقه شهری بروکسل، بسیاری از شهرداری‌های هلندی‌زبان حاشیه بروکسل نیز عمدتاً فرانسوی‌زبان شدند. این پدیده امپریالیسم فرهنگی گسترش فرانسوی‌سازی (که توسط مخالفان آن «لکه نفتی» نامیده می‌شود)، غالباً با نگرش پست‌پنداری هلندی‌ها توسط برخی از جوامع فرانسوی‌زبان یک‌زبانه همراه است و به یکی از بحث‌برانگیزترین موضوعات در سیاست و گفتمان عمومی بلژیک تبدیل شده‌است.